# Afroleptomydas sobrinus
Afroleptomydas sobrinus är en tvåvingeart som beskrevs av Hesse 1969. Afroleptomydas sobrinus ingår i släktet Afroleptomydas och familjen Mydidae. Inga underarter finns listade i Catalogue of Life.